# Jack Warden
John H. Lebzelter, conocido artísticamente como Jack Warden (Newark, Nueva Jersey, 18 de septiembre de 1920-Nueva York, 19 de julio de 2006), fue un actor estadounidense.

## Biografía
Se crio en Louisville (Kentucky). Sus primeros trabajos fueron de guardaespaldas y gorila de clubes nocturnos. También, luchó como boxeador profesional con el nombre de Johnny Costello. Sirvió en la 101.ª División Aerotransportada durante la Segunda Guerra Mundial.
Warden decidió iniciar su carrera de actor después de dejar el ejército y mudarse a Nueva York. Se unió a la compañía de teatro Dallas Alley Theater, con la que estuvo cinco años. Debutó en televisión en 1948 en The Philco Television Playhouse y Studio One. Su debut en el cine no llegaría hasta 1951, con la película You're in the Navy Now de Henry Hathaway, protagonizada por Gary Cooper y en la que también debutaron Lee Marvin y Charles Bronson.
Warden tuvo su primer papel protagonista en la película The Man with my Face en 1951. En 1952, inició sus actuaciones en la serie de televisión Sr. Peepers, que se mantuvo 3 años en antena.
En 1967, apareció como actor invitado en el episodio "Concrete Evidence" de la serie El fugitivo con David Janssen en el papel de Pat, un constructor que recuerda haber visto en una foto de correo al Dr. Richard Kimble, cuando está formado pidiendo trabajo ante la contratista Pearl (Celeste Holm) indicando que sea contratado.
Warden, que se casó con la actriz francesa Yanda Dupre en 1958 y tuvieron un único hijo, Christopher, apareció en cientos de películas durante una carrera que duró seis décadas. Recibió un premio Emmy por su actuación como George Halas en Brian's Song (1971), y fue nominado para los Oscar como mejor actor de reparto por sus interpretaciones en Shampoo (1975), la serie de televisión The Bad News Bears y El cielo puede esperar (1978, con Buck Henry y Warren Beatty). También apareció, más recientemente, en Este chico es un demonio (1990) y Este chico es un demonio 2 (1991). Su última película fue The Replacements (2000), protagonizada por Gene Hackman y Keanu Reeves.
Actor secundario por excelencia, obtuvo bastante popularidad por sus destacadas interpretaciones en cine y televisión, sobre todo a partir de los años 70. Se recuerdan especialmente sus trabajos en Todos los hombres del presidente (1976), Veredicto final (1982) y Septiembre (1987), además del éxito que supuso la serie de TV Loco de remate en 1986. Por otro lado, fue requerido en más de una ocasión por dos directores tan distintos como Sidney Lumet (Serpico) y Woody Allen, que supieron calibrar su talento de modo fehaciente.
Warden, que vivía en Manhattan, murió de un fallo en el corazón y del riñón y otros problemas médicos el 19 de julio de 2006 en un hospital de Nueva York. Tenía 85 años.

## Filmografía
- Equipo a la fuerza (2000)
- A Dog of Flanders (1999)
- Trabajo sucio (1998)
- La isla de Bird Street (1997)
- Ed (1996)
- Mientras dormías (1995) con Sandra Bullock y Bill Pullman.
- Este chico es un demonio 3 (1995)
- Things to Do in Denver When You're Dead (1995) con Andy García.
- Balas sobre Broadway (1994) con John Cusack y Dianne Wiest.
- El abogado del diablo (1993) compartiendo reparto con Rebecca De Mornay y Don Johnson.
- Toys (Fabricando ilusiones) (1992) con Robin Williams.
- La noche y la ciudad (1992) con Robert De Niro y Jessica Lange.
- Este chico es un demonio 2 (1991)
- Este chico es un demonio (1990)
- Más fuerte que el odio (1988) con Sean Connery, Mark Harmon y Meg Ryan.
- Septiembre (1987) como padre de la protagonista (Mia Farrow) con Elaine Stricht y Sam Waterston.
- El aviador (1985) con Christopher Reeve.
- Veredicto final (1982), una de sus mejores interpretaciones, magníficamente dirigido por Sidney Lumet y en compañía de Paul Newman y Charlotte Rampling.
- El golfo de San Francisco (1981) con Alan Arkin y Carol Burnett.
- Frenos rotos, coches locos (1980) junto a Kurt Russell.
- Superman II (1980)
- Bienvenido Mr. Chance -Desde el jardín (1979) con Peter Sellers y Shirley MacLaine.
- Más allá del Poseidón (1979)
- Campeón (1979) con Jon Voight y Faye Dunaway.
- Justicia para todos (1979) con Al Pacino y Lee Strasberg.
- El cielo puede esperar (1978) con Warren Beatty, Julie Christie y Charles Grodin.
- Muerte en el Nilo (1978) en medio de un espectacular reparto (Bette Davis, Mia Farrow, Angela Lansbury, Peter Ustinov, George Kennedy, etc).
- Todos los hombres del presidente (1976) con Robert Redford, Dustin Hoffman y Jason Robards.
- Shampoo (1975) junto a Warren Beatty y Julie Christie.
- El hombre que amó a Cat Dancing (1973) con Burt Reynolds y Sarah Miles.
- Billy dos sombreros (1973) con Gregory Peck.
- Adiós, Braverman (1968) con George Segal.
- Misión secreta (1965) con Rock Hudson.
- The Thin Red Line (1964)
- La taberna del irlandés (1963) en compañía de John Wayne y Lee Marvin.
- Torpedo (1958) con Clark Gable y Burt Lancaster.
- Doce hombres sin piedad (1957) con Henry Fonda, Ed Begley, E. G. Marshall, etc.
- La noche de los maridos (1957) con Carolyn Jones y Don Murray.
- De aquí a la eternidad (1953) junto a Burt Lancaster, Deborah Kerr, Frank Sinatra, Donna Reed y Montgomery Clift.
- You're in the Navy Now (1951)
- The Man with my Face (1951)

## Premios y distinciones
Óscar
| Año  | Categoría                       | Película               | Resultado |
| ---- | ------------------------------- | ---------------------- | --------- |
| 1976 | Mejor actor de reparto          | Shampoo                | Nominado  |
| 1979 | Oscar al mejor actor de reparto | El cielo puede esperar | Nominado  |